# Lista de prefeitos de Alexandria (Rio Grande do Norte)

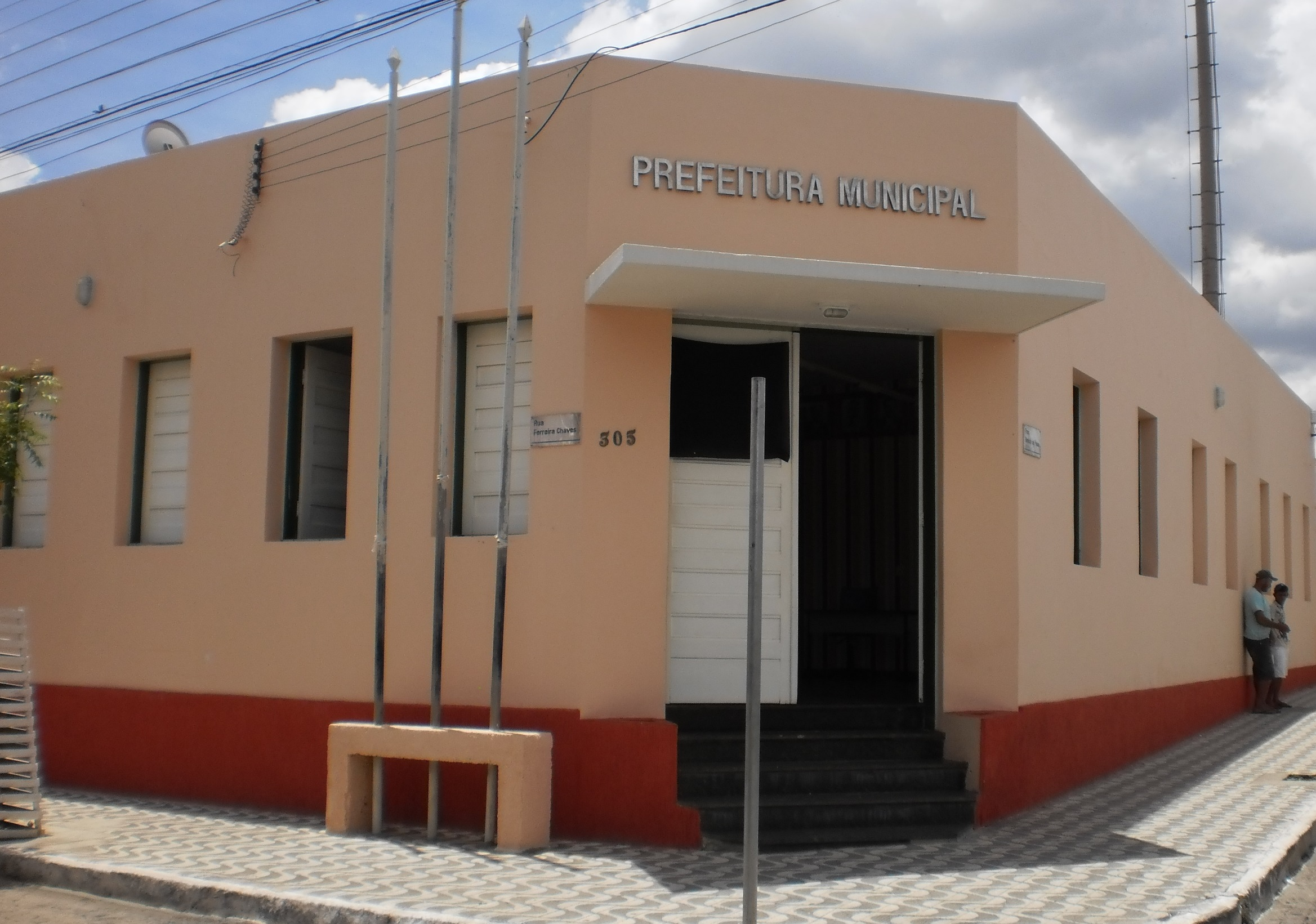
Prefeitura de Alexandria

Esta é a lista de prefeitos de Alexandria, município brasileiro do estado do Rio Grande do Norte.
O poder executivo do município de Alexandria é representado pelo prefeito, auxiliado pelo seu gabinete de secretários. O primeiro prefeito do município foi Noé Muniz Arnaud, em 1930, de 15 de novembro a 3 de dezembro daquele ano, e o atual é Raimundo Andrade, do Partido Social Democrático (PSD), eleito nas eleições municipais de 2024 com 52,94% dos votos válidos, tendo como vice Abraão Jorge Vieira dos Santos, do Partido Social Democrático (PSD).
O poder legislativo, por sua vez, é representado pela câmara municipal, composta por nove vereadores. Cabe à casa elaborar e votar leis fundamentais à administração e ao Executivo, especialmente o orçamento municipal (conhecido como Lei de Diretrizes Orçamentárias).
Existem também alguns conselhos municipais atualmente em atividade: alimentação escolar, da criança e do adolescente, FUNDEB, meio ambiente e saúde. Alexandria se rege por sua lei orgânica, promulgada em 1990, e abriga uma comarca do poder judiciário estadual, de segunda estância, cujos termos são João Dias e Pilões. O município pertence à 41ª zona eleitoral do Rio Grande do Norte e possuía, em dezembro de 2024, 11 899 eleitores, de acordo com o Tribunal Superior Eleitoral (TSE), representando 0,444% do eleitorado potiguar.
| Nº | Prefeito                                  | Imagem                        | Partido | Início do mandato      | Fim do mandato         | Vice-prefeito                             | Observações                             |
| -- | ----------------------------------------- | ----------------------------- | ------- | ---------------------- | ---------------------- | ----------------------------------------- | --------------------------------------- |
| 1  | Noé Muniz Arnaud                          |                               | PRF     | 15 de novembro de 1930 | 6 de dezembro de 1930  | —                                         | Prefeito nomeado                        |
| 2  | Manoel Emídio de Sousa                    |                               | PRF     | 6 de dezembro de 1930  | 16 de julho de 1932    | —                                         | Prefeito nomeado                        |
| 3  | Domingos Barreto                          |                               | PRD     | 3 de outubro de 1932   | 13 de janeiro de 1934  | —                                         | Prefeito nomeado                        |
| 4  | Manoel Emídio de Sousa                    |                               | PP      | 14 de janeiro de 1934  | 19 de setembro de 1934 | —                                         | Prefeito nomeado                        |
| 5  | Simão de Oliveira Sobrinho                |                               | PP      | 20 de setembro de 1934 | 9 de novembro de 1940  | —                                         | Prefeito nomeado                        |
| 6  | Manoel Emídio de Sousa                    |                               | PP      | 10 de novembro de 1940 | 15 de setembro de 1943 | —                                         | Prefeito nomeado                        |
| 7  | Francisco de Paiva Cavalcante             |                               | PSD     | 16 de setembro de 1943 | 3 de setembro de 1944  | —                                         | Prefeito nomeado                        |
| 8  | Benedito de Paiva Cavalcanti              |                               | PDC     | 4 de setembro de 1944  | 5 de julho de 1945     | —                                         | Prefeito nomeado                        |
| 9  | José Ananias de Sousa                     |                               | PSD     | 6 de julho de 1945     | 31 de agosto de 1945   | —                                         | Prefeito nomeado                        |
| 10 | José Patrício de Figueiredo Neto          |                               | PDC     | 1º de setembro de 1945 | 10 de novembro de 1945 | —                                         | Prefeito nomeado                        |
| 11 | José Gomes de Sousa Bastos                |                               | PSD     | 11 de novembro de 1945 | 31 de janeiro de 1946  | —                                         | Prefeito nomeado                        |
| 12 | José Patrício de Figueiredo Neto          |                               | PSP     | 31 de janeiro de 1946  | 2 de abril de 1947     | —                                         | Prefeito nomeado                        |
| 13 | Luiz Gonçalves de Araújo                  |                               | PSP     | 3 de abril de 1947     | 8 de agosto de 1947    | —                                         | Prefeito nomeado                        |
| 14 | Pedro Lobo da Costa                       |                               | PSD     | 9 de agosto de 1947    | 31 de março de 1948    | —                                         | Prefeito nomeado                        |
| 15 | Manoel Vieira de Freitas                  |                               | PSD     | 1º de abril de 1948    | 30 de março de 1953    | José Patrício de Figueiredo               | Prefeito e vice eleitos                 |
| 16 | Antônio Fernandes Mousinho                |                               | UDN     | 31 de março de 1953    | 31 de março de 1958    | Areamiro Gomes da Silveira                | Prefeito e vice eleitos                 |
| 17 | Francisco das Chagas Cavalcante de Sousa  |                               | UDN     | 31 de março de 1958    | 31 de março de 1963    | Manoel Matias da Silva                    | Prefeito e vice eleitos                 |
| 18 | Antônio Fernandes Mousinho                |                               | ARENA   | 31 de março de 1963    | 31 de janeiro de 1969  | Francisco Veríssimo de Sá                 | Prefeito e vice eleitos                 |
| 19 | Antônio Arnaud da Silva                   |                               | ARENA   | 31 de janeiro de 1969  | 31 de janeiro de 1973  | Letício Cavalcante de Figueiredo          | Prefeito e vice eleitos                 |
| 20 | Waldemar de Sousa Véras                   |                               | ARENA   | 31 de janeiro de 1973  | 31 de janeiro de 1977  | Emídio de Sousa Oliveira                  | Prefeito e vice eleitos                 |
| 21 | Emídio de Sousa Oliveira                  |                               | ARENA   | 31 de janeiro de 1977  | 31 de janeiro de 1983  | Maria das Graças Sarmento de Oliveira     | Prefeito e vice eleitos                 |
| 22 | Waldemar de Sousa Véras                   |                               | PDS     | 31 de janeiro de 1983  | 31 de dezembro de 1988 | Raimundo Lino de Oliveira                 | Prefeito e vice eleitos                 |
| 23 | Nei Moacir Rossatto de Medeiros           |                               | PMDB    | 1º de janeiro de 1989  | 31 de dezembro de 1992 | Francisco Janduí Fernandes                | Prefeito e vice eleitos                 |
| 24 | Francisco Janduí Fernandes                |                               | PFL     | 1º de janeiro de 1993  | 31 de dezembro de 1996 | José Bernadino da Silva                   | Prefeito e vice eleitos                 |
| 25 | José Bernardino da Silva                  |                               | PPB     | 1º de janeiro de 1997  | 31 de dezembro de 2000 | Nei Moacir Rossatto de Medeiros           | Prefeito e vice eleitos                 |
| 26 | Nei Moacir Rossatto de Medeiros           |                               | PMDB    | 1º de janeiro de 2001  | 31 de dezembro de 2004 | Alberto Maia Patrício de Figueiredo       | Prefeito e vice eleitos                 |
| 27 | Alberto Maia Patrício de Figueiredo       |                               | PP      | 1º de janeiro de 2005  | 31 de dezembro de 2012 | Antônio Moreira Pires                     | Prefeito e vice eleitos                 |
| 27 | Alberto Maia Patrício de Figueiredo       | Jânia Mirtes Pontes Fernandes | PP      | 1º de janeiro de 2005  | 31 de dezembro de 2012 | Prefeito reeleito e vice eleita           |                                         |
| 28 | Nei Moacir Rossatto de Medeiros           |                               | PSB     | 1º de janeiro de 2013  | 6 de janeiro de 2016   | Francisco Edilberto Oliveira              | Prefeito e vice eleitos                 |
| 29 | Raimundo Ferreira de Andrade              |                               | PSD     | 6 de janeiro de 2016   | 31 de dezembro de 2016 | —                                         | Presidente da Câmara Municipal no cargo |
| 30 | Jeane Carlina Saraiva e Ferreira de Souza |                               | PSD     | 1º de janeiro de 2017  | 31 de dezembro de 2024 | Rosângela Nunes de Freitas Souza Patrício | Prefeita e vice eleitas                 |
| 30 | Jeane Carlina Saraiva e Ferreira de Souza | Prefeita e vice reeleitas     | PSD     | 1º de janeiro de 2017  | 31 de dezembro de 2024 | Rosângela Nunes de Freitas Souza Patrício |                                         |
| 31 | Raimundo Ferreira de Andrade              |                               | PSD     | 1º de janeiro de 2025  | até a atualidade       | Abraão Jorge Vieira dos Santos            | Prefeito e vice eleitos                 |